# 吉田重親
吉田 重親（よしだ しげちか）は、安土桃山時代から江戸時代初期にかけての武将。長宗我部氏の家臣。

## 出自
土佐国の国人である土佐吉田氏は、藤原北家秀郷流の末裔を称する山内首藤氏の支流。山内首藤俊通の子・俊宗が足利尊氏に従い、功を上げ土佐に所領を得たことを始まりとする。

## 生涯
祖父・吉田孝頼や父・貞重同様、長宗我部氏の重臣であった。慶長5年（1600年）の関ヶ原の戦いの後に長宗我部盛親が改易されると浪人となった。慶長19年（1614年）から始まる大坂の陣では、再起した盛親に従い大坂城に入る。翌年の大坂夏の陣における八尾・若江の戦いで、増田盛次らと共に先鋒として出撃するも、兵数や装備の不足により劣勢を強いられ、討死した。
現在も八尾市に残る高塚地蔵には、重親が藤堂高虎隊の家臣藤堂家信とこの地で戦い、重親はこの地蔵堂の陰から槍をもって飛び出し、家信を襲ったが、返り討ちにされたという伝承が残っている。